# Мак-Кай (озеро)

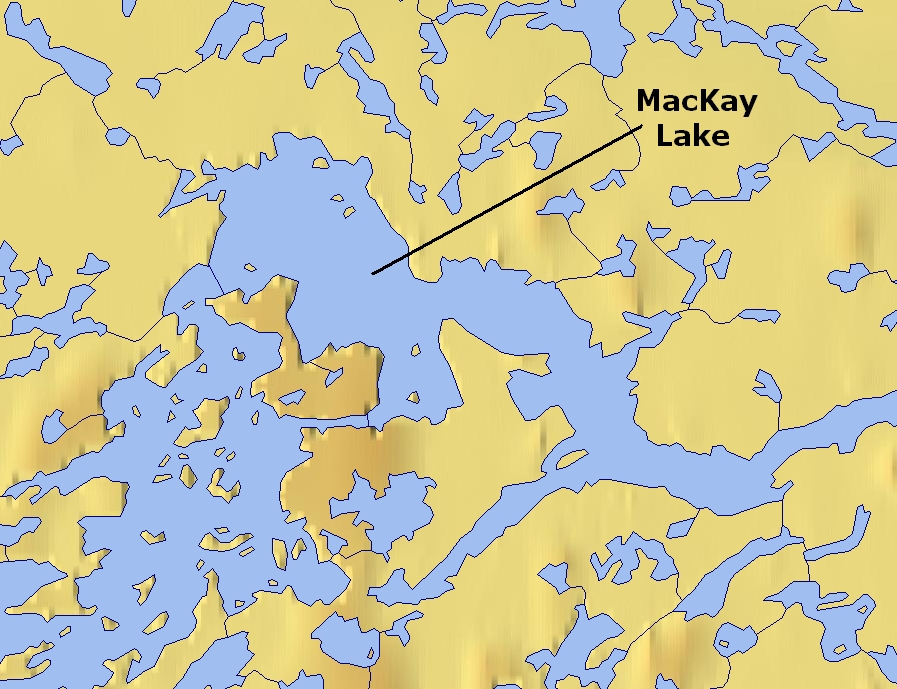
Карта озера Маккей

Мак-Кай (англ. MacKay Lake) — озеро в Северо-Западных территориях в Канаде. Расположено на востоке территории. Одно из больших озёр Канады — площадь водной поверхности равна 976 км², общая площадь — 1061 км², пятое по величине озеро Северо-Западных территорий. Высота над уровнем моря 431 метр.
Озеро отличается кристально чистой и холодной водой. В летнее время озеро является одним из центров любительского рыболовства в Канаде. Специализация: озёрная форель и арктический хариус.